# Francisco Cruz Martins
Pas d'image ? Cliquez ici
Francisco Cruz Martins, né le 30 juin 1987 à Lisbonne est un pilote automobile portugais.

## Carrière
En 2009, il roule en Le Mans Series au volant de la Porsche 911 GT3 RSR (997) de Team Felbermayr Proton,. La même année il remporte le championnat d'Italie des voitures de grand tourisme.
En 2010, il remporte le championnat d'Espagne des voitures de grand tourisme.